# مقاطعة هامفريس (ميسيسيبي)
مقاطعة هامفريس هي مقاطعة في مسيسيبي، بلغ عدد سكانها 9٬375  نسمة، في 2010، عاصمتها بلزوني، تبلغ مساحتها 1٬117 كيلومتر مربع.

## الموقع
تشترك في الحدود مع:
- مقاطعة صنفلور (ميسيسيبي)
- مقاطعة يازو (ميسيسيبي).

## التقسيمات الإدارية
- بلزوني.

## أعلام
- جين بيتي
- ارين سميث